# Richard Kapp

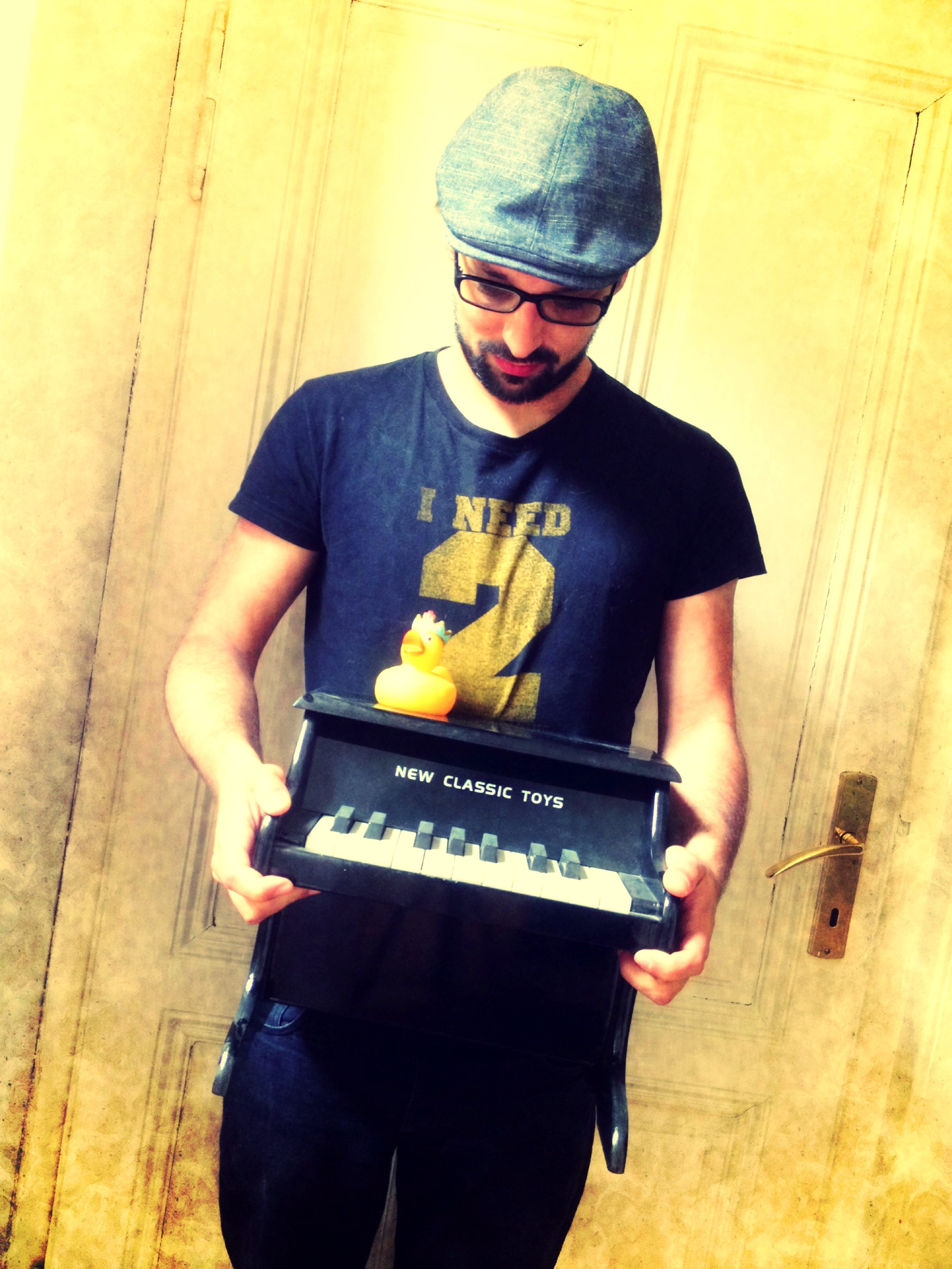
Richard Kapp (2013)

Richard Kapp (* 25. Juni 1976 in Wien) ist ein österreichischer Musiker, Sänger und Komponist.

## Leben
Richard Kapp wuchs in Wien auf. Er erhielt 2002 sein Diplom als Multimedia Producer am SAE Institut Wien. Als Singer/Songwriter und Pianist positioniert er sich mit seinem Chamber-Pop Ensemble „The Gowns“ im Indie-Bereich. Kapp ist größtenteils Autodidakt und hat bereits im Alter von 6 Jahren begonnen, am Klavier zu komponieren. Er beherrscht keine Noten, hat aber ein eigenes Notationssystem entwickelt, mit dessen Hilfe er die Arrangements für sein kleines Ensemble, das sich aus Klavier, Bass, Schlagzeug, Streichern, einem Blasinstrument und variablen Instrumenten wie Glockenspiel oder Melodica zusammensetzt, niederschreiben kann. Sein Markenzeichen sind überraschende Wendungen in seinen Kompositionen und ein unbefangener Umgang mit Musikstilen aber auch seine sarkastischen Songtexte, mit welchen er auf unterschiedlichste Facetten des Alltags aufmerksam macht.
Kapps Musik ist international ausgerichtet und daher im Ausland mitunter bekannter als in seiner Heimat Österreich. So erhielten zwei seiner Songs Airplay auf BBC 6music. Für einen Song seines Albums „Lunchbox“, das seit 2010 von HOANZL vertrieben wird, konnte Richard Kapp den amerikanischen Bassisten Tony Cimorosi, der u. a. mit Randy Brecker mehrere Alben aufnahm, gewinnen und er sang ein Duett mit der in Schottland lebenden Sängerin Woodstock Taylor, die bereits mit Pete Brown und Stuart Epps zusammenarbeitete. In Folge der Albumveröffentlichung wurde auch ein Musikvideo zum Song „Cocoon Man“ erstellt (Regie: Christian Zwittnig) und im österreichischen Musikfernsehsender Gotv ausgestrahlt. 2010 wählte das irische Online Musikmagazin RedTrackMusic Kapp zum „Artist Of The Year“. 2015 wurde sein Album „Fake!“ in der Sendung „Spielräume“ auf Ö1 vorgestellt und vom schottischen Radiosender Radio Six International zum „Record Of The Year“ gewählt. Kapp tourte mehrfach mit seiner Band in Großbritannien (London und Brighton) und Deutschland. In Wien spielte er Konzerte mit internationalen Acts wie Bitter Ruin (UK), David Kitt (IRL), BirdEatsBaby (UK) und Matt Keating (US).
Kapps stilistisches Merkmal ist der Mix unterschiedlicher Musikstile, wobei er mitunter Popmusik, Jazz, Chanson und klassische Musik kombiniert. Auch Humor ist ein wichtiges Element für Kapp. So erschuf er 2010 eine Kunstfigur namens „Ricardo Fantastico“, mit der er den künstlichen Hype und die berechnende Vermarktung von Popstars im Internet persiflierte. Ein Album wurde unter dem Namen der Kunstfigur veröffentlicht, das die bis dato unkonventionellsten Kompositionen Kapps enthält.

## Diskografie
Alben
- 2005: A Tie For Free (promised features/office4music)
- 2008: Asterisk (promised features/Eigenvertrieb)
- 2010: Lunchbox (promised features/HOANZL/Broken Silence)
- 2011: My romantic fantasy (Eigenvertrieb)
- 2012: AMOK (vienna2day/HOANZL)
- 2013: Talking to the people (Eigenvertrieb)
- 2015: Fake! (vienna2day/Eigenvertrieb)
- 2016: Point Of No Return (vienna2day/Eigenvertrieb)
- 2024: Amok (Expanded) (Eigenvertrieb) (= Re-Release mit 3 Bonustracks)

EPs
- 2004: Watering Cans (promised features)
- 2006: Short Songs (Eigenvertrieb)

Beiträge zu Kompilationen
- 2004: band:union IV (promised features)
- 2005: Hope Never Dies (Independent Artist Aid/IndieNetunes)
- 2006: band:union V (promised features)
- 2007: band:union VI (promised features)
- 2007: Musik Von Hier Vol.2 (office4music.com)
- 2010: TBA LOVES MUSIC (geco tonwaren/HOANZL)
- 2014: LUUPS Wien 2015 Online Compilation
- 2016: NBTMusicRadio Compilation „A Swell Swoon“

Singles
- 2024: All The Little Things (Eigenvertrieb)